# 분류사
분류사(分類詞, 영어: classifier)는 명사에 수반하는 단어나 접사로서 지시 대상의 일부 특성에 따라 명사를 "분류"하는 역할을 하는 말이다. 특히 명사를 셀 때 수사와 함께 사용하는 수분류사가 흔하며 이는 한국어, 중국어, 일본어, 동남아시아의 언어(베트남어, 말레이어, 버마어 등), 벵골어, 아삼어, 페르시아어, 오스트로네시아어족, 마야어족 등에서 나타난다.

## 같이 보기
- 명사 부류(noun class)
- 분석어
- 한정사